# 담양고서중학교
담양고서중학교(潭陽古西中學校)는 대한민국 전라남도 담양군 고서면 성월리에 있는 공립 중학교이다.

## 학교 연혁
- 1971년 1월 25일 : 설립 인가
- 1971년 3월 11일 : 개교
- 2025년 1월 7일 : 제52회 15명 졸업(총 졸업생 수 5,397명)
- 2025년 3월 1일 : 제18대 문정자 교장 부임

## 참고 자료
- 담양고서중학교 - 한국교육학술정보원 학교알리미